# Juan Francisco Pazos Varela
Juan Francisco Pazos Varela (Lima, 1870-1951) periodista, abogado, diplomático, empresario minero, historiador, editor y político peruano. Redactor del diario La Opinión Nacional, y director del diario El Tiempo. 

## Biografía
Hijo de abogado y político Juan Francisco Pazos Monasí y de Isabel Varela. Hermano de Ricardo Pazos Varela, médico urólogo.
Estudió derecho y jurisprudencia en la Universidad Mayor de San Marcos. Se recibió de abogado.
Se dedicó al periodismo. En 1891 ingresó a la redacción de La Opinión Nacional, diario que dirigía Andrés Aramburú Sarrio. Luego fue director del diario El Tiempo, que se opuso al gobierno de Nicolás de Piérola (1896-1897). También colaboró en el diario El Comercio.

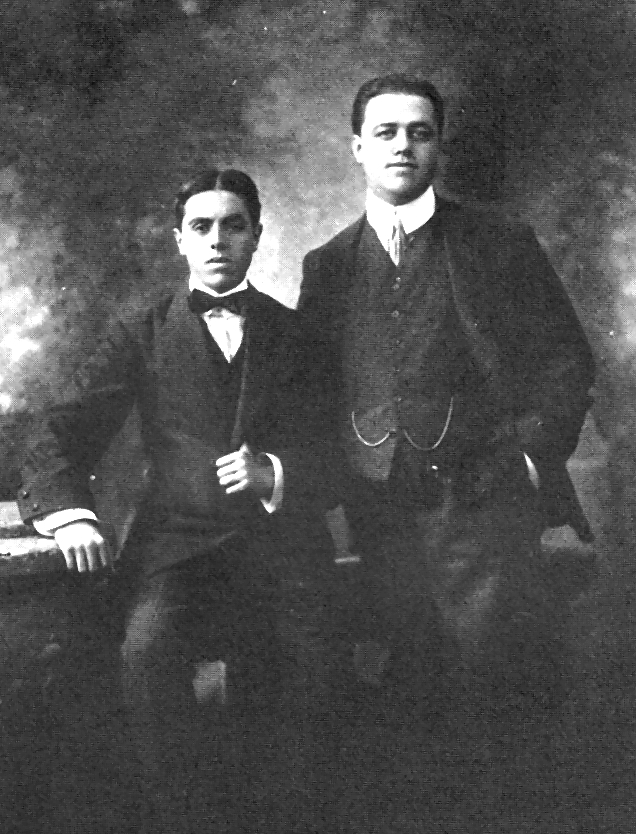
Juan Francisco Pazos Varela (sentado), junto a su colega Luis Varela y Orbegoso.

Incursionó en la labor editorial de importantes obras, como el de la primera parte de la historia del padre Giovanni Anello Oliva, titulada Historia del reino y provincias del Perú, de sus incas, reyes, descubrimiento y conquista por los españoles de la corona de Castilla (1895), en colaboración con Luis Varela y Orbegoso. Y en el campo de la historia, publicó varios estudios, entre ellos el titulado Así era Bolívar.
Como diplomático, fue visitador de los consulados del Perú en el extranjero, embajador ante la Santa Sede, embajador en misión especial en Caracas, entre otras comisiones.
Como político, fue elegido diputado por la provincia de Grau y se destacó por su oratoria.
Como minero, fue gerente y luego presidente de la Compañía Cotabambas Autoría, que bajo su gestión elevó su producción.
También fue alcalde de Barranco y de Chosica.